# Гранвільє (Ер)
Гранвільє́, Ґранвільє (фр. Grandvilliers) — колишній муніципалітет у Франції, у регіоні Нормандія, департамент Ер. Населення — 362 осіб (2011).
Муніципалітет розташований на відстані близько 95 км на захід від Парижа, 70 км на південь від Руана, 24 км на південь від Евре.

## Історія
До 2015 року муніципалітет перебував у складі регіону Верхня Нормандія. Від 1 січня 2016 року належить до нового об'єднаного регіону Нормандія.
1 січня 2019 Гранвільє, Бюї-сюр-Дамвіль i Роман було приєднано до муніципалітету Меній-сюр-Ітон.

## Демографія
Динаміка населення (INSEE ):
Розподіл населення за віком та статтю (2006):
| Стать | Всього | До 15 років | 15-24 | 25-44 | 45-64 | 65-85 | Понад 85 |
| --- | ------ | ----------- | ----- | ----- | ----- | ----- | -------- |
| Чоловіки | 162    | 21          | 37    | 58    | 38    | 8     | 0        |
| Жінки | 176    | 21          | 42    | 68    | 29    | 12    | 4        |
| \| Статево-вікова піраміда \| Статево-вікова піраміда \| Статево-вікова піраміда \| \| ----------------------- \| ----------------------- \| ----------------------- \| \| Чоловіки \| Вік \| Жінки \| \| 0 \| 85 + \| 4 \| \| 0 \| 80-84 \| 0 \| \| 0 \| 75-79 \| 4 \| \| 8 \| 70-74 \| 0 \| \| 0 \| 65-69 \| 8 \| \| 0 \| 60-64 \| 0 \| \| 8 \| 55-59 \| 0 \| \| 17 \| 50-54 \| 8 \| \| 13 \| 45-49 \| 21 \| \| 29 \| 40-44 \| 21 \| \| 8 \| 35-39 \| 17 \| \| 8 \| 30-34 \| 17 \| \| 13 \| 25-29 \| 13 \| \| 4 \| 20-24 \| 21 \| \| 33 \| 15-20 \| 21 \| \| 13 \| 10-14 \| 4 \| \| 4 \| 5-9 \| 4 \| \| 4 \| 0-4 \| 13 \| |        |             |       |       |       |       |          |
| Статево-вікова піраміда |        |             |       |       |       |       |          |
| Чоловіки | Вік    | Жінки       |       |       |       |       |          |
| 0 | 85 +   | 4           |       |       |       |       |          |
| 0 | 80-84  | 0           |       |       |       |       |          |
| 0 | 75-79  | 4           |       |       |       |       |          |
| 8 | 70-74  | 0           |       |       |       |       |          |
| 0 | 65-69  | 8           |       |       |       |       |          |
| 0 | 60-64  | 0           |       |       |       |       |          |
| 8 | 55-59  | 0           |       |       |       |       |          |
| 17 | 50-54  | 8           |       |       |       |       |          |
| 13 | 45-49  | 21          |       |       |       |       |          |
| 29 | 40-44  | 21          |       |       |       |       |          |
| 8 | 35-39  | 17          |       |       |       |       |          |
| 8 | 30-34  | 17          |       |       |       |       |          |
| 13 | 25-29  | 13          |       |       |       |       |          |
| 4 | 20-24  | 21          |       |       |       |       |          |
| 33 | 15-20  | 21          |       |       |       |       |          |
| 13 | 10-14  | 4           |       |       |       |       |          |
| 4 | 5-9    | 4           |       |       |       |       |          |
| 4 | 0-4    | 13          |       |       |       |       |          |

## Економіка
2010 року серед 253 осіб працездатного віку (15—64 років) 206 були активними, 47 — неактивними (показник активності 81,4%, у 1999 році було 73,6%). З 206 активних мешканців працювали 194 особи (103 чоловіки та 91 жінка), безробітними було 12 (5 чоловіків та 7 жінок). Серед 47 неактивних 17 осіб було учнями чи студентами, 12 — пенсіонерами, 18 були неактивними з інших причин.

У 2010 році в муніципалітеті числилось 129 оподаткованих домогосподарств, у яких проживали 343,0 особи, медіана доходів виносила 19 747 євро на одного особоспоживача.